# Eunicea gracilis
Eunicea gracilis is een zachte koraalsoort uit de familie Plexauridae. De koraalsoort komt uit het geslacht Eunicea. Eunicea gracilis werd in 1855 voor het eerst wetenschappelijk beschreven door Valenciennes. 